# 大和郡山市立片桐中学校
大和郡山市立片桐中学校（やまとこおりやましりつ かたぎりちゅうがっこう）は、奈良県大和郡山市小泉町にある公立中学校である。

## 概要
1つの学年で約100人、全校生徒は約280人の学校である。

### 校区(学区)
以下の町内が郡山中学校の校区にあたる。
小泉町東一丁目・小泉町東二丁目・小泉町東三丁目・池之内町の一部・小泉町の一部・小林町の一部・小林町西一丁目の一部・小林町西二丁目の一部・小林町西三丁目の一部・新町の一部・西田中町の一部・満願寺町の一部

## 沿革
- 1985年 (昭和60年) 3月20日　大和郡山市議会で「大和郡山市第５中学校建設議案」が可決される。
- 1986年（昭和61年）4月1日　学校分離により、郡山西中学校（片桐西小学校の通学区域）、郡山南中学校（片桐小学校通学区域の一部）の1・2年生を収容し、大和郡山市立片桐中学校が開設[2]。
- 1986年（昭和61年）4月7日　開校式及び始業式を挙行する。
- 1986年（昭和61年）6月25日　生徒会発足、この日を創立記念日とする。
- 1992年 (平成4年) 10月9日　管理棟2階の一部を改造し、コンピュータルームを設置。
- 1995年 (平成7年) 9月19日　創立10周年記念式典挙行
- 2005年 (平成17年) 10月14日　創立20周年記念式典挙行
- 2015年 (平成27年) 4月15日　学校給食開始
- 2015年 (平成27年) 10月23日　創立30周年記念式典挙行

## 部活動
運動系の部活動が男女別の部活動も含めて10、文化系の部活動が5ある。
- 野球部
- サッカー部
- 剣道部
- 男子バスケットボール部
- 女子バスケットボール部
- 男子バレーボール部
- 女子バレーボール部
- 男子バドミントン部
- 女子バドミントン部
- 女子ソフトテニス部
- 吹奏楽部
- 美術部
- 茶道部
- 人権サークル
- 科学部

## 交通アクセス
- 最寄駅は大和路線の大和小泉駅である[4]。
- 最寄りのバス停は慈光院である[4]。